# Арлаколь
Арлаколь (каз. Аралкөл) — солёное озеро в Жамбылском районе Северо-Казахстанской области Казахстана и частично в Макушинском районе Курганской области России. Находится в 6 км к северу от казахстанского села Железное.
По данным топографической съёмки 1940-х годов, площадь поверхности озера составляет 5,17 км². Наибольшая длина озера — 2,6 км, наибольшая ширина — 2,5 км. Длина береговой линии составляет 9 км, развитие береговой линии — 1,11. Озеро расположено на высоте 139,3 м над уровнем моря.